# Пикуль, Надежда Георгиевна
Наде́жда Гео́ргиевна Пи́куль (30 марта 1956, Курск — 31 декабря 2016, там же) — советская и российская актриса, оперная певица (меццо-сопрано), заслуженная артистка России.

## Биография
Родилась в семье журналистки Веры Шалыгиной и Георгия Сванидзе. В семье всегда было фортепиано, мать с дочерью любили петь дуэтом «Горные вершины спят во тьме ночной». Училась в музыкальной школе № 1, затем в музыкальном училище. Закончила Государственную музыкальную академию им. Гнесиных (класс Зары Долухановой).
С 1985 года выступала как солистка Курской государственной филармонии. В репертуаре певицы была русская и зарубежная классика, романсы, неаполитанские песни. В 1998 году её приглашали в Москву для участия в торжествах, посвящённых 850-летию города. Одна из первых в Курске начала исполнять произведения гениального земляка Георгия Свиридова.
Известный советский оперный певец Александр Ведерников назвал её «медовый голос».

## Награды и звания
- Заслуженная артистка России (9.4.1996)[4]
- Лауреат премии ЦФО «За достижения в области музыкального искусства» (2004).
- Медаль ордена «За заслуги перед Отечеством II степени» (2006)